# Skikda
Skikda (arabisk: سكيكدة), fra 1838 til 1842 Philippeville, er en by i den nordøstlige del af Algeriet.
Byen ligger på Algeriets nordkyst. Den har 163.318 (2008) indbyggere og er administrationscenter for provinsen med samme navn.

## Eksterne links
- Wikimedia Commons har flere filer relateret til Skikda